# Kapitationsavgift
Kapitationsavgift (lat. capitatio, "huvudskatt", av caput, "huvud") heter en efter huvudtalet utan avseende på klass eller förmögenhet utgående skatt av medborgare, som uppnått en viss levnadsålder. Under denna benämning började man 1812 utta en frivillig årlig avgift av ridderskapets och adelns medlemmar.